# حديقة ثورة أكتوبر
حديقة ثورة أكتوبر (بالروسية: Парк имени Октябрьской революции) هي حديقة تقع في مدينة روستوف-نا-دونو بروسيا، في وسط المدينة بالقرب من ميدان المسرح (Teatralnaya). أُنشئت في عام 1926.

## تاريخ
تم تأسيس الحديقة في عام 1926 بين مدينتي روستوف-نا-دونو وناخيتشيفان نا دونو. هذه الأخيرة التي تمّ دمجها ناخيشيفان مع روستوف-نا-دونو عام 1928.
خلال سنوات السبعينيات من القرن العشرين، أصبحت الحديقة أحد الأماكن المفضلة لقضاء العطلات لسكان روستوف. حيث تتوفر الحديقة على فضاءات ملائمة للألعاب الرياضية (ملعب كرة القدم المصغرة وحلبة للتزلج على الجليد وحقل لكرة الطلاء). تبلغ مساحة الحديقة الإجمالية 17 هكتار تقريبًا.
هناك العديد من المناسبات الثقافية والاحتفالات الجماعية التي تقام بالحديقة. كل عام يزور الحديقة 1.5 مليون شخص.
بجانب الحديقة، توجد نافورة تدعى Atlantes في ميدان المسرح، التي صمّمها المهندس المعماري يفغيني فوتشيتيتش.

### صور

حديقة ثورة أكتوبر
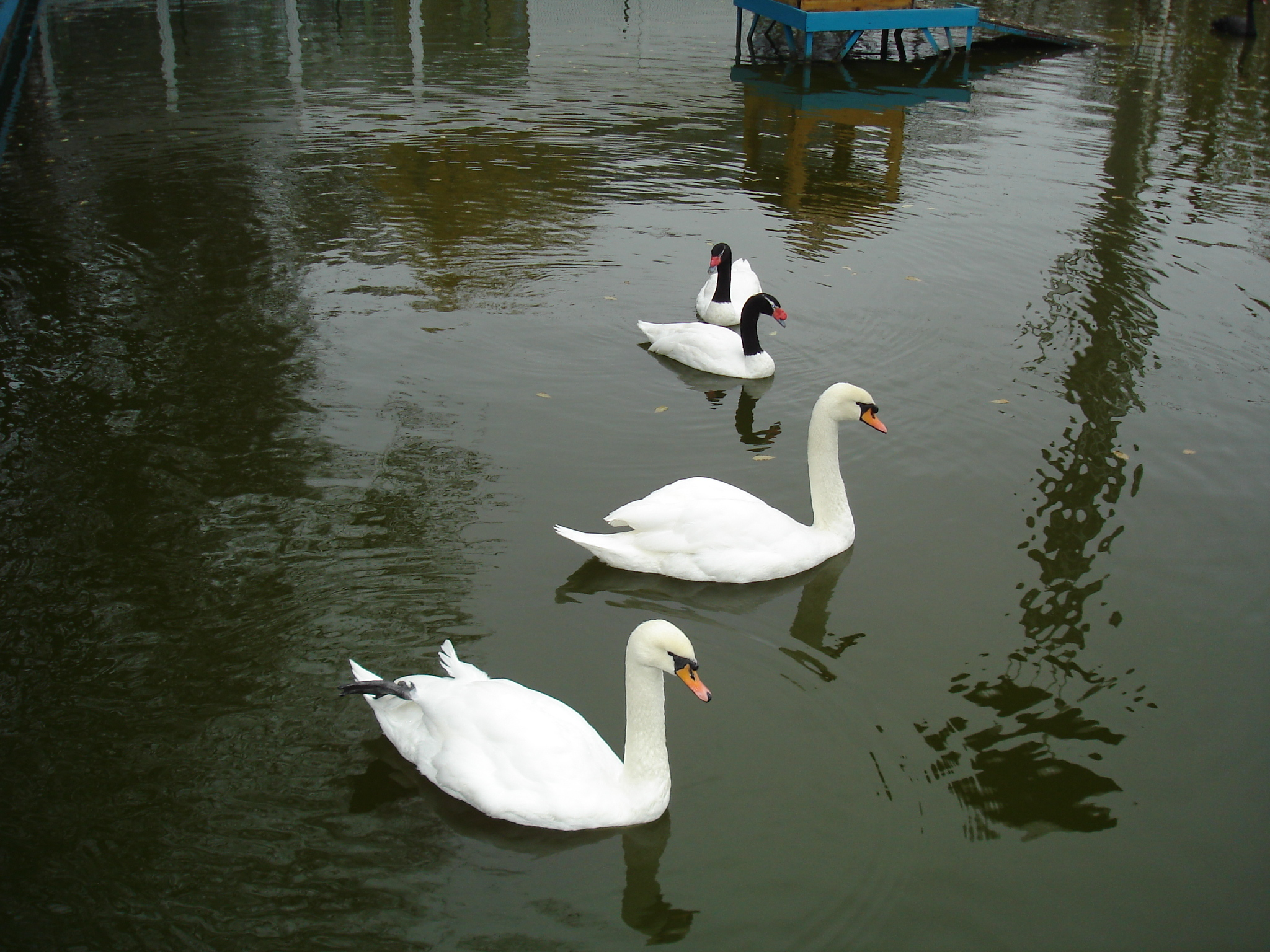
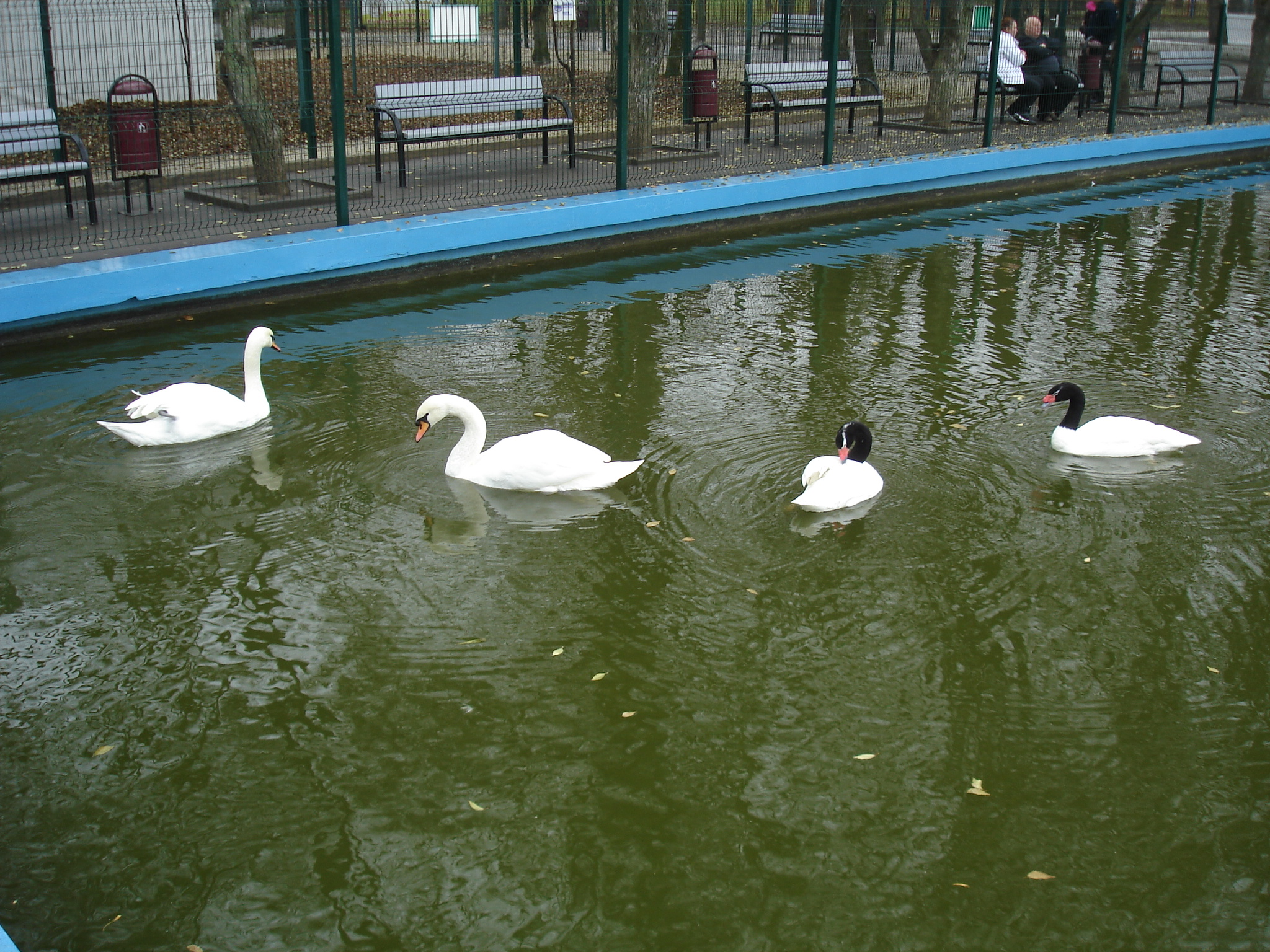
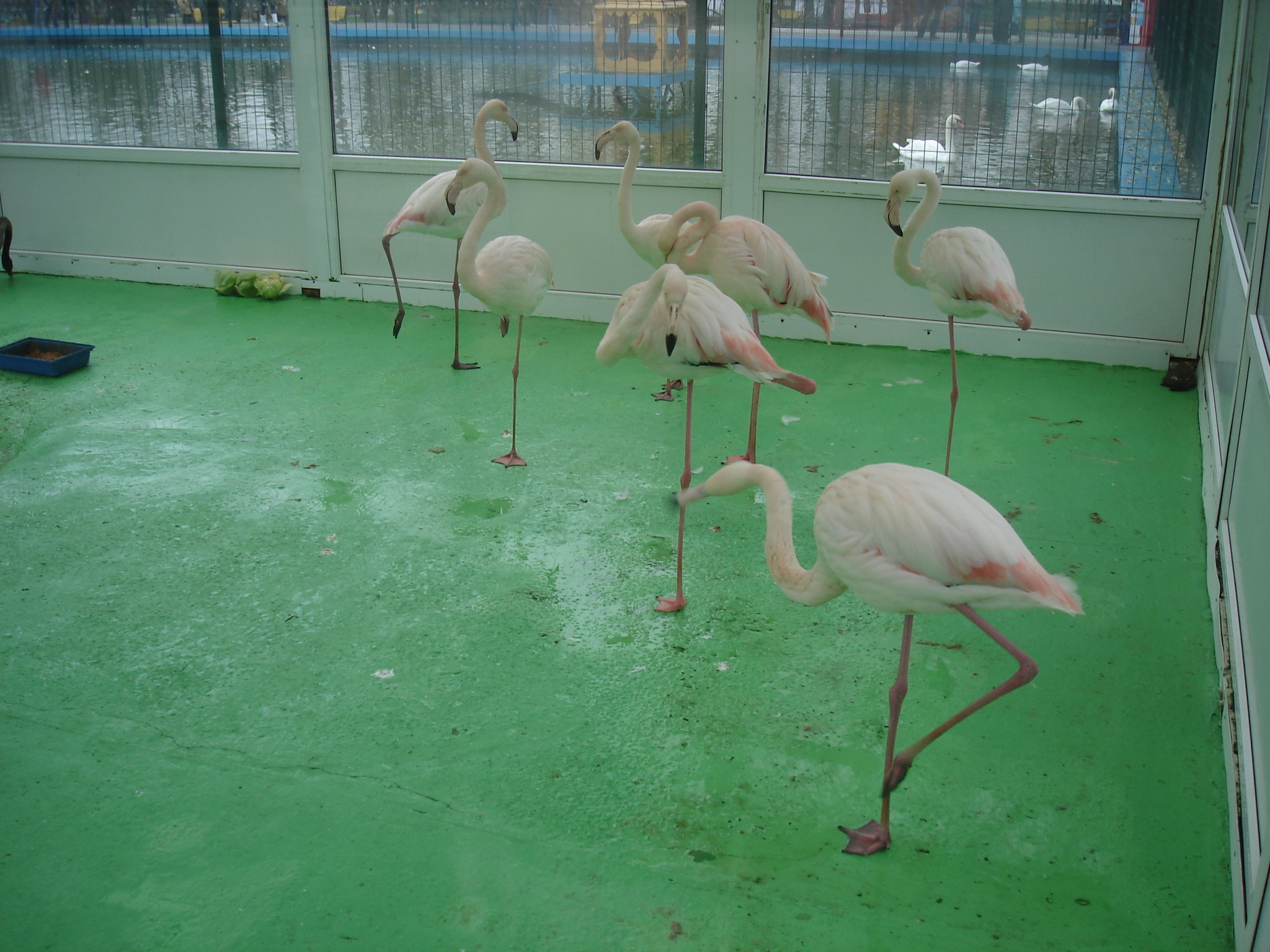
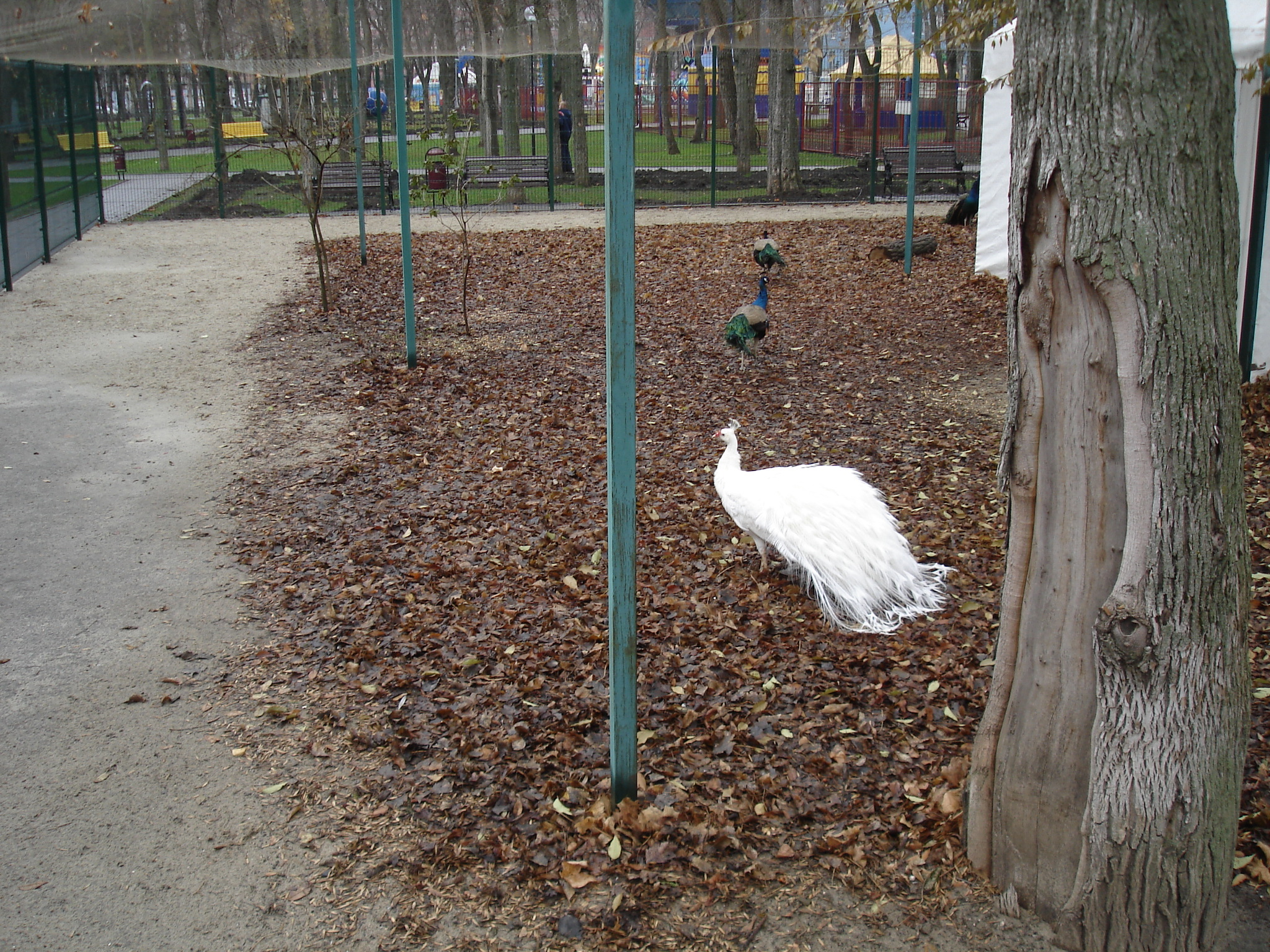
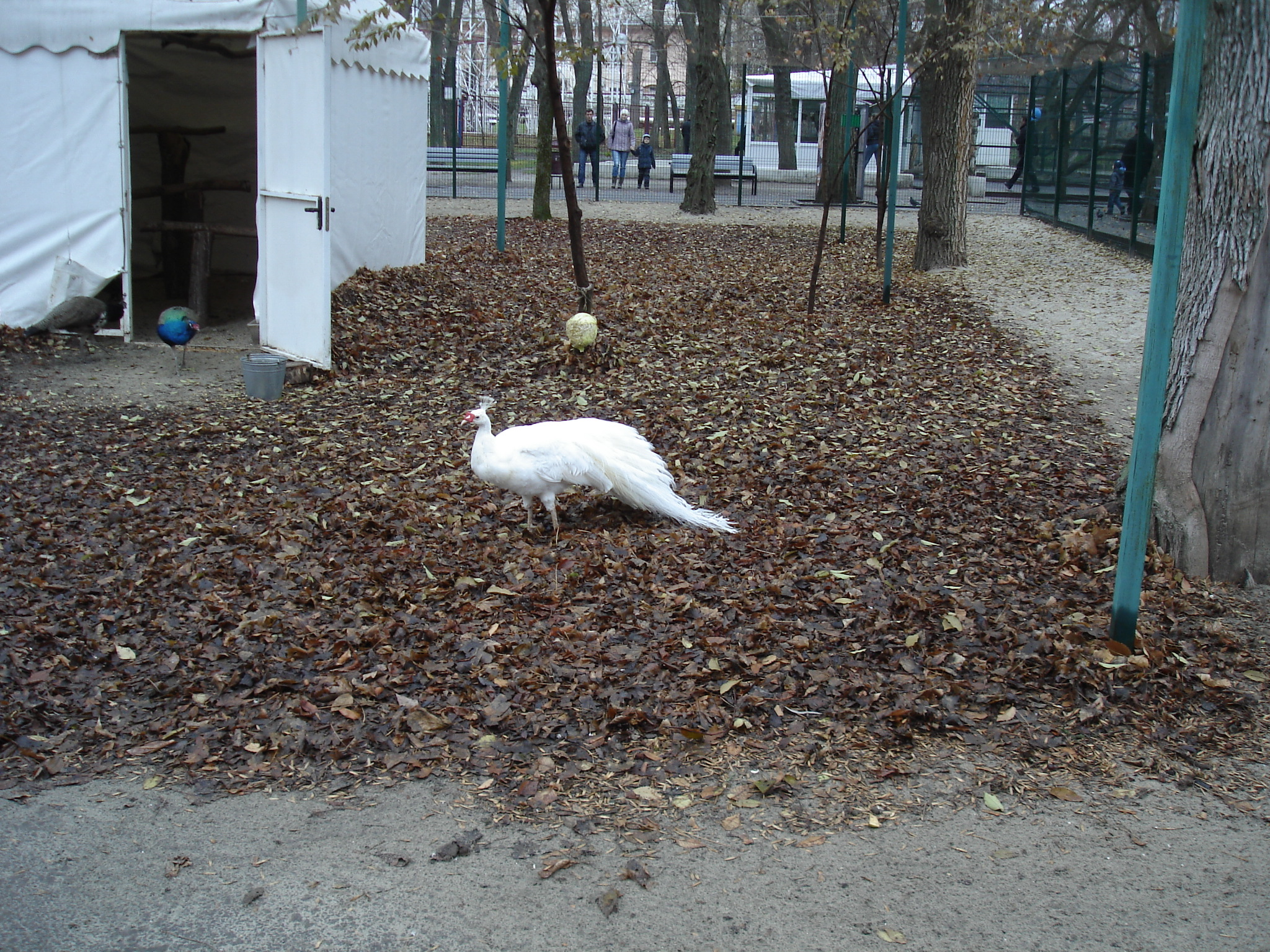